# Salomé Hernández
Salomé Hernández Villegas (Guárico, Venezuela, 8 de julio de 1841 - Oriente, Cuba, 24 de diciembre de 1871) fue un militar venezolano del siglo XIX. Mayor general del Ejército Libertador cubano.

## Orígenes y primeros años
Salomé Hernández Villegas nació en Calabozo, estado de Guárico, Venezuela, el 8 de julio de 1841. 
Militar de carrera, sirvió durante un tiempo en el ejército de su país natal. Posteriormente, se asentó en Las Villas, Cuba, por aquel entonces, bajo dominio español. 
Salomé Hernández, seguía los pasos de la familia de su esposa, Camila Ramos, quienes se habían establecido en Cuba para hacer negocios con la caña de azúcar. 
Tras enviudar, Hernández buscó trabajo cerca de la ciudad de Caibarién, al norte de Las Villas, en los ingenios de la familia de su difunta esposa. 

## Guerra de los Diez Años, enfermedad y muerte
Se alzó en armas contra la dominación española el 6 de febrero de 1869, pasando a convertirse en uno de los principales jefes del Ejército Mambí, teniendo en cuenta su previa experiencia militar. 
Nombrado Mayor general del Ejército Mambí, participó en varias acciones militares, principalmente en Las Villas. Luego, marchó al Camagüey junto a las tropas villareñas, en busca de refuerzos. 
Posteriormente, en 1871 fue enviado por el presidente cubano Carlos Manuel de Céspedes a combatir en Oriente. 
Gravemente enfermo, el Mayor general Salomé Hernández Villegas, falleció en un lugar todavía no determinado del Oriente de Cuba, el 24 de diciembre de 1871.